# Der gebieterische Ruf
Pour plus de détails, voir Fiche technique et Distribution.
Der gebieterische Ruf (en français L'appel impérieux) est un film allemand réalisé par Gustav Ucicky, sorti en 1944.

## Synopsis
Christine Exner est une jeune médecin compétente. À Graz, pour des raisons personnelles, elle dut rejeter l'offre de son médecin supérieur, le professeur Hofrat Wichmann, de le suivre à Vienne en tant que médecin assistant. Mais maintenant que les choses ont visiblement changé, elle lui demande si l'offre d'avant est toujours valable. Wichmann dit oui et Christine devient son bras droit. Bientôt, ils se rapprochent en privé et un jour le professeur demande à Christine si elle aimerait être sa femme, elle accepte. Pendant leur lune de miel, le professeur est rappelé à la clinique de Vienne en raison d'un cas urgent. L'acteur Ferdinand Hofer a développé un kyste au cerveau à la suite d'une blessure. Comme il se développe très rapidement, il doit être retiré chirurgicalement le plus rapidement possible. L’opération est considérée à la fois difficile et dangereuse.
Cette situation n'est pas sans piquant, car Hofer était autrefois l'amant de Christine à Graz. Peu avant l'opération, Christine et le jeune mime se rencontent lors d'un concert de la Philharmonie de Vienne. L'épouse du jeune professeur se souvient de leur rendez-vous à Graz : jeune médecin, elle l'avait rencontré lors d'une visite chez un patient, les deux jeunes gens devinrent rapidement amants. Étant donné que Ferdinand Hofer avait la réputation d'un charmeur et un bon vivant et que le cœur des femmes se tourne vers le séduisant jeune acteur, Christine commença vite à douter que son amant puisse vraiment être fidèle. Elle prit ses distances et suivit l'appel du professeur Wichmann, son mari actuel. De son côté, Ferdinand hésitait à remplir ses obligations envers le théâtre de Berlin, car il ne voulait pas laisser derrière lui Christine, attachée à Graz. Mais elle lui conseilla de se rendre dans la capitale allemande, les deux se séparent. Néanmoins, Christine aime toujours Ferdinand aujourd'hui.
Ferdinand est secoué par les retrouvailles avec son ex, ce qui semble une gêne pour l'opération à venir. Christine est également déchirée émotionnellement, mais souhaite rester fidèle à son mari. Après que le mari de Christine, le professeur Wichmann, entend la conversation entre les deux, il ne sait pas vraiment s'il doit opérer Ferdinand et reporte l'opération sine die. Mais l'appel impérieux du devoir d'un médecin appelé à guérir les malades l'emporte finalement sur les sentiments personnels, notamment parce que sa femme, qui avait récemment embrassé son ex-amant, lui apporte sa loyauté sans faille et l'assure de son amour. Le professeur Wichmann opère l'acteur, d'autant plus que l'opération ne peut plus être reportée. L'intervention est un succès complet, Ferdinand Hofer est considéré comme guéri. Le professeur sait que sa femme faisait semblant pour ne pas lui faire de mal et que son affection va toujours à Hofer. Wichmann libère ainsi Christine et veut désormais se consacrer pleinement à son travail. Lorsque Ferdinand Hofer se réveille dans son lit d'hôpital après l'opération, la première chose qu'il voit est le visage de Christine.

## Fiche technique
- Titre original : Der gebieterische Ruf
- Réalisation : Gustav Ucicky assisté de Karl Janoschek et Ladislaus von Ronay
- Scénario : Erich Ebermayer
- Musique : Willy Schmidt-Gentner
- Photographie : Günther Anders
- Direction artistique : Gustav Abel
- Costumes : Hill Reihs-Gromes
- Son : Alfred Norkus (de), Otto Untersalmberger
- Montage : Henny Brünsch
- Production : Fritz Podehl
- Société de production : Wien-Film
- Pays d'origine :  Reich allemand
- Langue : allemand
- Format : Noir et blanc - 1,37:1 - Mono - 35 mm
- Genre : Drame
- Durée : 85 minutes
- Dates de sortie :
  -  Reich allemand : 11 juillet 1944.
  -  Slovénie : 1er septembre 1944.
  -  Danemark : 4 décembre 1944.
  -  Suède : 23 janvier 1945.

## Distribution
- Maria Holst : Dr Christine Exner
- Rudolf Forster : Prof. Wichmann
- Paul Hubschmid: Ferdinand Hofer
- Frida Richard : l'infirmière en chef Teresa
- Heinz Moog : le maître de conférences Janowski
- Maria Waldner : Mme Kneitinger
- Rosl Dorena : Sœur Josefa
- Toni Nießner : Franz Schneider
- Walter Janssen : l'intendant Soestmann
- Willi Rose (de) : Dr Jürgens
- Gerd Müller : le page de l'hôtel
- Harry Nestor (de) : Schlemminger, le chauffeur
- Josef Egger : le majordome du théâtre
- Josefine Kramer-Glöckner (de) : Johanna, l'économe
- Hans Waschatko (de) : le gardien des loges

## Production
Der gebieterische Ruf est réalisé entre la mi-novembre 1943 et la mi-février 1944 dans les studios Rosenhügel de Vienne et présenté le 11 juillet 1944 au cinéma Scala de Vienne.

## Article annexe
- Liste de longs métrages allemands crées sous le nazisme